# Jerry Norman (nhà Hán học)
Jerry Norman sinh ngày 16 tháng 7 năm 1936 tại Watsonville, California. Gia đình ông là những người nông dân nhập cư đã chạy trốn khỏi điều kiện Dust Bowl ở Oklahoma vào giữa những năm 1930. Norman vào Đại học Chicago vào mùa thu năm 1954 và học chuyên ngành tiếng Nga, nhưng đã buộc phải rút lui sau hai năm vì vấn đề tài chính. Anh ta là một người mới theo đạo Công giáo, sau đó gia nhập quân đội Hoa Kỳ và bắt đầu học tại Trung tâm ngoại ngữ của Học viện ngôn ngữ quốc phòng ở Monterey, California, nơi anh ta lần đầu tiên được giới thiệu với tiếng Trung Quốc. [3]
Sau khi hoàn thành nghĩa vụ quân sự, Norman đăng ký vào Đại học California, Berkeley, tốt nghiệp bằng B.A. vào năm 1961. Sau đó, ông tiếp tục tại Berkeley với tư cách là một sinh viên tốt nghiệp, học tiếng Trung dưới nhà ngôn ngữ học nổi tiếng người Trung Quốc Y. R. Chao cũng như Manchu và Mông Cổ dưới thời học giả người Mỹ James Bosson (1933–2016). Ông đã lấy bằng M.A. vào năm 1965, và sau khi làm việc với nhà ngôn ngữ học Trung Quốc Leo Chen trong một thuật ngữ của phương ngữ Phúc Châu, năm 1966, ông tham gia Dự án Ngôn ngữ học Trung Quốc tại Đại học Princeton với tư cách là một nhà ngôn ngữ học nhân viên. Khi còn ở Princeton, Norman đã tới Đài Loan để thực hiện nghiên cứu thực địa về Đài Loan, và vào năm 1969, ông đã nhận được bằng tiến sĩ ở Berkeley với một luận án mang tên "Phương ngữ Kienyang của Fukien".
Norman được thăng chức trợ lý giáo sư sau khi hoàn thành bằng tiến sĩ. vào năm 1969. Khi còn ở Princeton, Norman gặp và kết hôn với Stella Chen và họ cùng nhau có bốn đứa con. Năm 1972, Norman cùng gia đình đến Seattle, Washington để tham gia giảng viên Khoa Ngôn ngữ và Văn học Châu Á tại Đại học Washington, nơi ông ở lại cho đến khi nghỉ hưu năm 1998. Học bổng của Norman tập trung vào phương ngữ Min của Trung Quốc, và phần lớn chịu trách nhiệm cho sự công nhận của nó như là một công cụ quan trọng để tái cấu trúc âm vị học của tiếng Trung Quốc cổ. Ông là một sinh viên đam mê lịch sử và văn học Manchu, và là một trong những học giả Bắc Mỹ cuối cùng thông thạo và biết chữ ở Manchu.
Ông qua đời vì bệnh xơ phổi vô căn ở Seattle vào ngày 7 tháng 7 năm 2012. 